# لويس ديينز بيريز
لويس ديينز بيريز (مواليد 29 مارس 1973) هو ملاكم من بورتوريكو، مثّل بلاده في الألعاب الأولمبية الصيفية 1996.

## روابط خارجية
لويس ديينز بيريز على موقع أوليمبيديا (الإنجليزية)